# Ciudad Madero
Ciudad Madero (abrégée à Cd.Madero ou juste Madero) est une ville et l'une des 43 municipalités de l'État de Tamaulipas, au Mexique. La ville est située au sud-est de celle de Tampico, à l'embouchure du fleuve Río Pánuco, et fait face au golfe du Mexique à l'est. Elle est limitrophe au sud de l'Veracruz et fait partie de la "Zona metropolitana de Tampico", espace de conurbation qui regroupe autour de la ville Tampico les municipalités faisant partie de sa zone d'influence. Cette aire urbaine se trouve à cheval sur les États de Tamaulipas et de Veracruz. Elle dépend de la région Sur, qui est une des 6 circonscriptions administratives de l'État de Tamaulipas.

## Toponymie
Ciudad Madero fut nommée en l'honneur du président mexicain Francisco I. Madero.

## Géographie

Bassin inférieur du Río Pánuco

La ville et la municipalité de Ciudad Madero s'étendent du nord au sud face au golfe du Mexique, en rive nord de l'embouchure du fleuve Río Pánuco, dans la plaine côtière, à une altitude de 3 mètres. Son territoire couvre une superficie de 46,6 km² et était peuplé en 2020 de 205 933 habitants. La ville de Ciudad Madero est la seule localité de la municipalité.
Cette municipalité fait partie de la Zona metropolitana de Tampico (es), regroupant, dans l'État de Tamaulipas, les municipalités de Tampico, Altamira et Ciudad Madero, et dans l'État de Veracruz celles de Pueblo Viejo et de Pánuco, pour une population totale de 927 379 habitants.
Elle fait aussi partie de la région Sur, qui est une des 6 subdivisions administratives de l'État de Tamaulipas, et regroupe les municipalités d'Aldama, d'Altamira, de Ciudad Madero, de González et de Tampico.
Elle est limitrophe au nord de celle d'Altamira, à l'ouest de celle de Tampico, et au sud, dans l'État de Veracruz, celle de Pueblo Viejo.

## Langues
En plus de l'espagnol, plusieurs langues amérindiennes sont parlées dans la municipalité, dont les principales sont par ordre d'importance : le nahuatl et le huastèque.

## Histoire
La ville tire son origine d'une première implantation en 1807, effectuée par une femme, Cecilia Villarrea. Dans ces premières années, celle nouvelle implantation porta le nom de sa fondatrice : Paso de Doña Cecilia.
L'année 1921 voit la fondation d'une importante raffinerie de pétrole, nommée Árbol Grande. La municipalité de Ciudad Madero fut créée peu de temps après, en 1924, et porta dans un premier temps le nom de Villa Cecilia. En 1930, elle changea de nom pour se nommer Ciudad Madero, du nom du président mexicain Francisco I. Madero.

## Économie

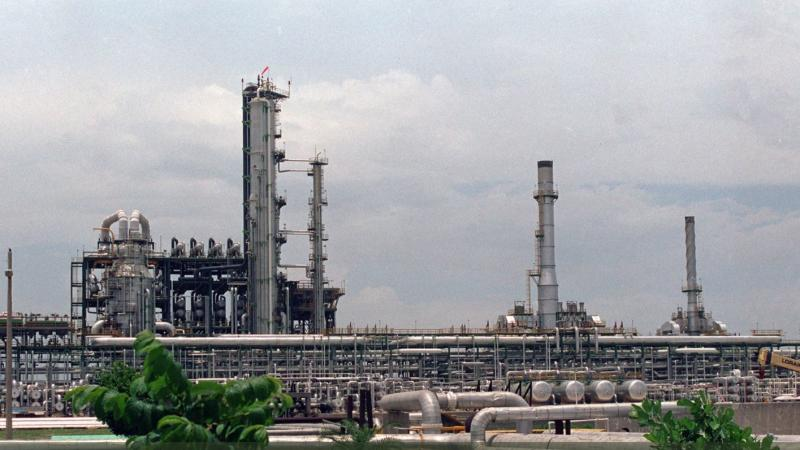
Raffinerie de Francisco I. Madero

La ville possède une importante raffinerie de pétrole, nommée Refinería Francisco I. Madero (es). Au début contrôlée par la compagnie mexicaine El Águila, elle est désormais sous le contrôle de la compagnie publique Pemex. La superficie des infrastructures s'étend sur 544 ha, et sa production a atteint en 2024 une production quotidienne de 120 000 barils de pétrole par jour.
Elle possède également un port commercial, qui, couplé aux ports de Tampico et d'Altamira, concentre les infrastructures portuaires de la région Sur de l'État de Tamaulipas.

## Transports
La municipalité est desservie par l'Aéroport international de Tampico, situé au nord de la ville de Tampico, et à l'ouest de Ciudad Madero.

## Tourisme

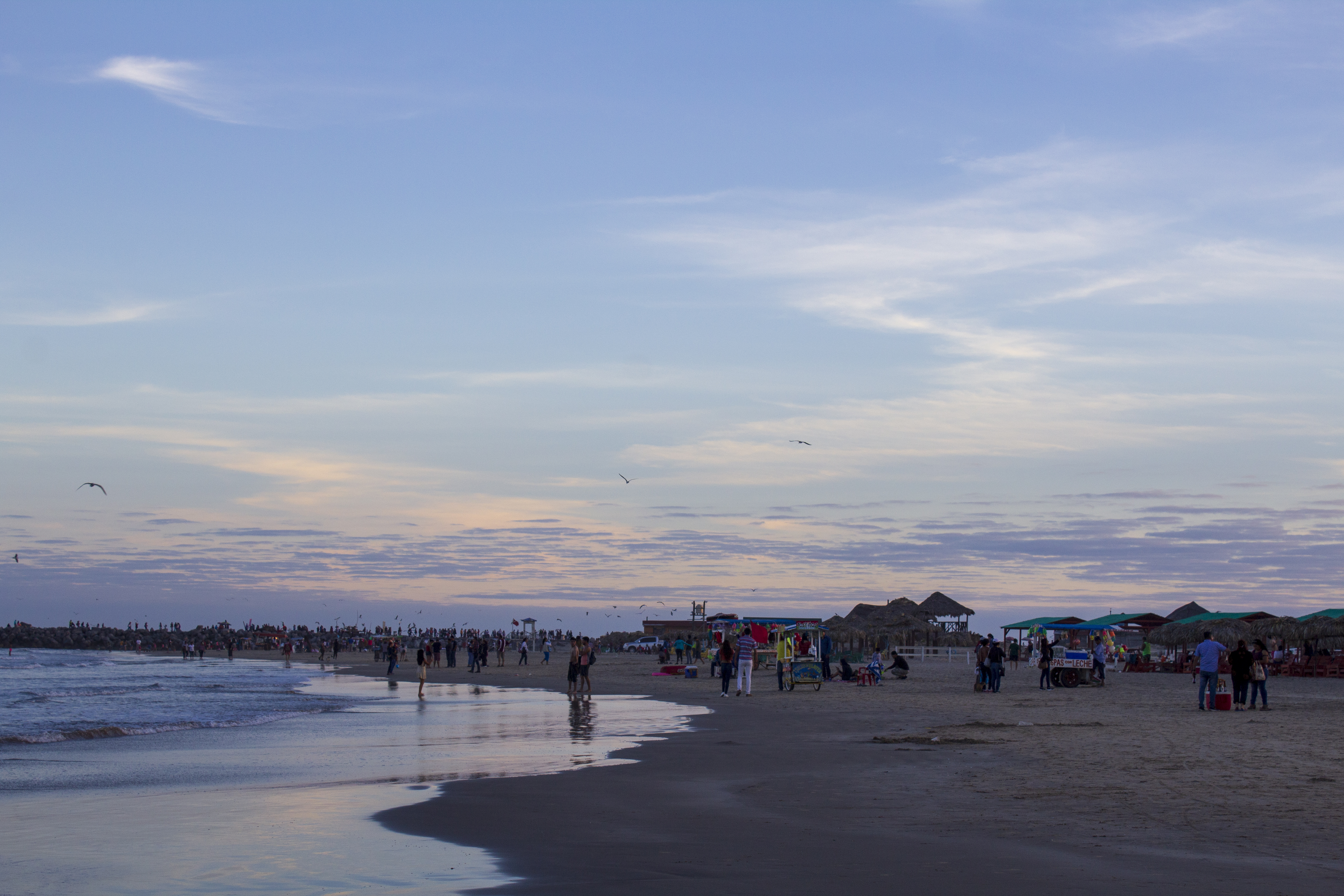
Plage de Miramar

Ciudad Madero a une plage nommée « Playa Miramar », qui, ces dernières années, a beaucoup développé son secteur touristique avec la construction de nouveaux hôtels et restaurants. Près de la plage, on peut apercevoir un phare, le « Faro de Ciudad Madero », avec à son sommet une lumière rouge pour guider les navires approchant dans le chenal du Rio Panuco.

## Autre
Les habitants de Tampico considèrent souvent que Ciudad Madero n'est qu'un quartier de leur commune, ce qui se traduit par une exacerbation du sentiment d'appartenance à la localité. En effet, bien que les deux villes soient politiquement et administrativement indépendantes, elles sont physiquement reliées et font partie d'une vaste conurbation.

## Patrimoine
- Église de la Santa Cruz

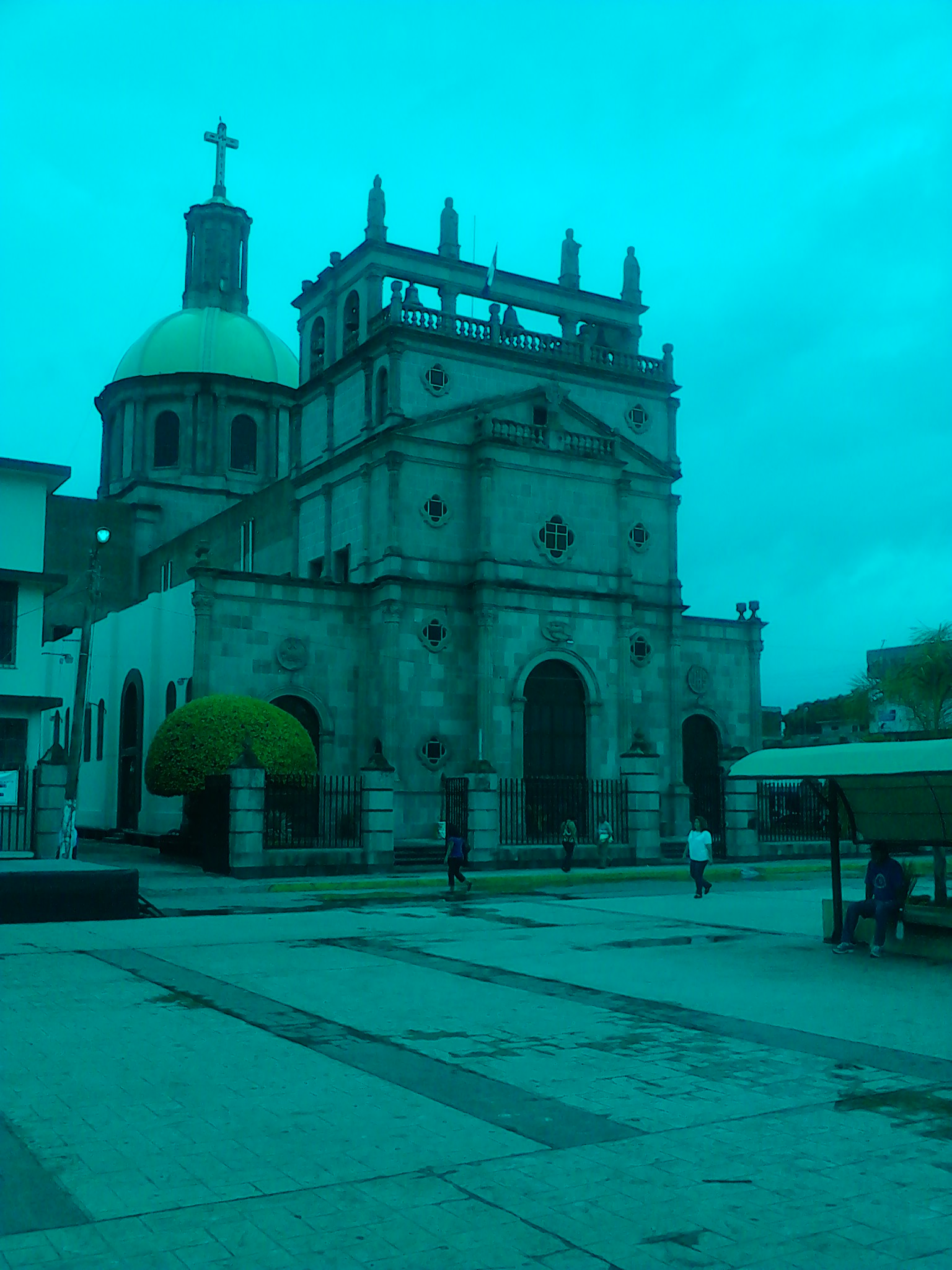
Cadetral Sagrado Corazon

- L'église Sagrado Corazon (Sacré-Cœur). L'édifice a été inauguré en 1923, puis embelli et restauré depuis[8].